# جایی که خدمت می‌کنیم
جایی که خدمت می‌کنیم (به انگلیسی: In Which We Serve) فیلمی ۱۱۵ دقیقه‌ای به کارگردانی دیوید لین و نوئل کاوارد با بازی نوئل کاوارد است.